# 발레
발레(영어: ballet)는 유럽에서 발생한 무용 예술이다. 발레는 본래 유럽의 궁정과 귀족사회에서 향유되던 사교무용이었다. 최초의 발레는 13세기 이탈리아에서 탄생하였으며, 16세기 카트린느 드 메디치가 프랑스 왕 앙리 2세와 결혼하면서 프랑스 왕궁으로 전파된다. 발레가 본격적으로 대중화되기 시작한 것은 17세기 루이 14세가 왕실음악무용아카데미를 설립하면서부터이다.
오늘날의 발레를 고안하고 전파한 것은 러시아이다. 17세기 러시아 황제 표트르 대제는 프랑스의 유명한 무용가들을 불러들여 발레를 본격적인 무대예술로 발전시켰으며, 이들이 활동하던 상트페테르부르크의 마린스키 극장은 세계 발레의 중심지로 자리잡게 된다.
발레는 학습과 더불어 몸에 익숙해질 정도의 수준을 터득하기 위해 수년의 훈련이 필요하며, 능숙함을 위해서는 많은 연습이 요구된다. 전 세계적으로 발레교습소에서 교육되고 있으며 역사적으로는 자신들의 문화를 사용하여 발전시켜나가고 있다.

## 역사

### 발레의 발생
발레는 15세기에 이탈리아를 중심으로 일어난 르네상스의 소산이다. 르네상스는 인문주의를 바탕으로 하여 그리스와 로마의 고전, 고대문화의 부흥을 지향한 문화운동인데 15세기부터 16세기에 걸쳐 온 유럽을 휩쓰는 기세를 보였다. 발레는 그 문예부흥의 일환으로서 이탈리아에서 탄생했다. 그때까지의 무용은 중세 기독교의 금압주의로 인하여 빛을 보지 못하고 사생아와 같은 존재에 불과했다. 그러나 무용이 완전히 자취를 감춘 것은 아니었다. 무용은 인간의 본능적인 욕구이다. 따라서 무용은 민중 속에서 민속적인 형태로 겨우 명맥을 전하였으며 일부는 귀족 계급의 오락으로서 행했으며 그러한 행사에서 무용은 중요한 구실을 하게 되었던 것이다. 동시에 무용은 막간 희극으로서 대규모적이며 매우 화려하게 열리는 스펙터클이 되기도 했다. 막간 희극은 대개의 경우 연극의 막간에 상연되는 것이나 때로는 독립된 무언극으로서도 연출되었다. 그리고 이것이 후의 발레와 연결되는 것이다.

## 초기 발레
1489년에 이탈리아 밀라노의 갈레츠오 공과 아라공의 이사벨라 공주와의 결혼식에 있었던 막간희극의 스펙터클은 초창기의 발레에 획기적인 한 시기를 이룬 것이라고 하겠다. 이것은 토르토나의 베르곤치오 디 보타가 고안한 것으로 요리가 나오는 그 사이에 그 요리에서 연유된 무용을 추게 하였고 그리스 신화의 여러 신을 등장시켜 그 호화로움은 대단한 이야기 거리가 되었다. 이것이 기록에 남아 있는 최초의 발레의 원형이다. 그리하여 이윽고 이와 같은 스펙터클은 각국의 궁정이나 귀족 사이에서 유행했다.

### 프랑스 왕조기의 발레
이렇게 이탈리아에서 발생하고 이탈리아의 귀족 사이에서 유행했던 스펙터클로서의 발레의 원형은 이윽고 프랑스로 옮겨 갔다. 15세기 말부터 17세기에 걸친 프랑스 궁정은 크게 이탈리아 문화의 영향을 받았다. 이는 샤를 8세나 루이 12세, 프랑수아 1세 등이 잇따라 몇 번이나 플랑스기 때문이다. 그들은 프랑스 궁정에서 공연된 저속한 무용과는 달리, 극히 다채로운 스텝과 몸짓, 몸매의 아름다운 조화를 보여주는 이탈리아 무용에 경탄하여 찬사를 아끼지 않았던 것이다. 그 가운데에서도 이탈리아 문화에 매혹된 프랑수아 1세는 무용가는 물론 화가나 조각가, 그리고 음악가들을 이탈리아에서 많이 불러들여 이탈리아식으로 장식된 궁전의 홀에서 이탈리아풍의 화려한 축연을 베풀었다. 그 때문에 이 시대는 프랑스에서 극단적일 정도로 가면이 유행했다. 그러나 가면의 유행은 풍속을 문란케 하였으며 프랑수아 1세는 마침내 금지령을 내리기에 이르렀다. 이 프랑수아 1세의 아들 앙리 2세의 시대에 이탈리아의 밀라노 공의 영지를 정복한 것이 계기가 되어 프랑스 궁정은 찬란한 무용의 메카로서의 첫걸음을 내디뎠다. 즉 밀라노에서 으뜸가는 무용교사인 폼페오 디오보노를 1554년에는 프랑스로 데리고 왔으며 그에 의해서 무용은 현저하게 향상하기 시작했다. 앙리 2세는 그를 후대하여 여러 명예를 주었으며 그는 앙리 2세에서 앙리 3세에 이르는 4명의 국왕 밑에서 일을 했다고 한다.

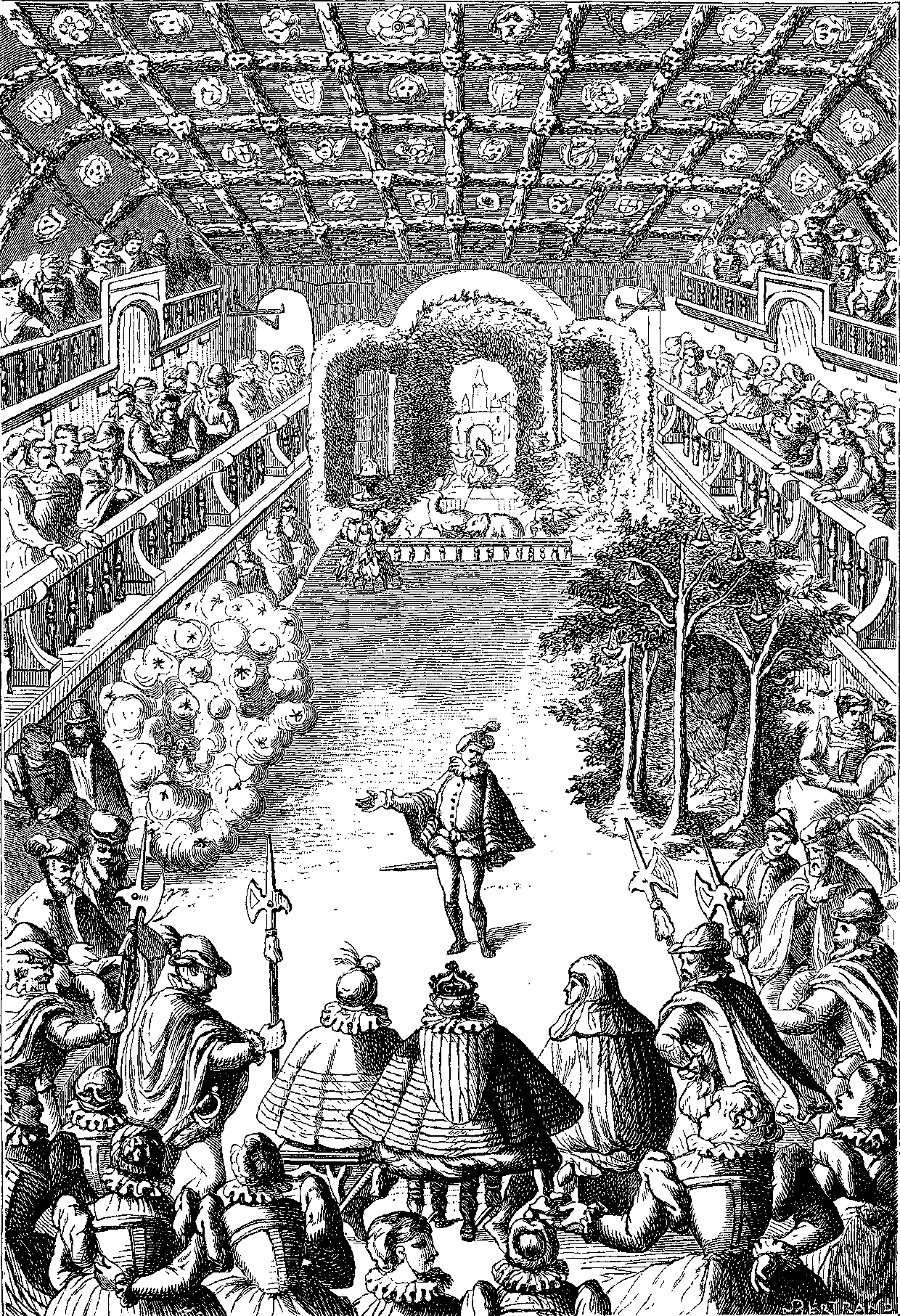
《왕후의 발레 코믹》(Ballet Comique de la Reine)의 첫 번째 장면을 새긴 판화.

그러나 본격적으로 이탈리아의 발레를 프랑스 궁정에서 발전시킨 사람은 카테리나 데 메디치(1519-89)라는 피렌체의 메디치 가의 딸로서 그녀는 프랑스로 출가하여 앙리 2세의 왕비가 된 여자였다. 그녀는 매우 무용을 애호했으며 또 무용의 명수이기도 했다. 그녀는 후에 병약했던 아들인 세 명의 국왕을 대신하여 섭정왕후의 지위에 올라 권력을 마음껏 누림과 동시에 발레의 발전에도 기여했다. 이처럼 강력한 보호자 아래 이탈리아 일류의 무용가들이 협력하여 밀라노에서 데리고 온 메트르 드 발레나 이탈리아 태생의 여관들이 출연했으므로 발레가 궁정오락 가운데에 최고의 위치를 차지한 것은 당연한 일이었다.
그녀는 호화로운 연회로 프랑스의 세력과 부를 온 유럽에 과시했으며 동시에 자기 뜻대로 정치의 실권을 장악하기 위해 세 사람의 왕으로 하여금 연회에 열중케 하여 국가의 정치에 관심을 갖지 않도록 힘썼다. 그러기 위해 당시 유명했던 바이올리니스트인 발다자리노 다 벨지오이조를 기용하여 비용을 아끼지 않는 호화로운 연회 발레에 힘을 기울였다. 그 가운데서도 튜이를리 궁전에서 베풀어졌던 세계에서 그 유례를 찾아볼 수 없을 정도로 아름다운 발레라고 하는 《폴란드인의 발레》가 유명하다. 이것은 폴란드 대사를 주빈으로 하여 1573년에 개최되었으며 희곡적인 발레 유행의 첨단을 끊은 것이다. 더구나 그 이상으로 발레 사상에 획기적이었던 것은 1581년에는 베르사유 궁전에서 앙리 3세의 처제인 로렌의 마르그리트 공주와 드 조아이유즈 공과의 결혼식을 축하하기 위해 상연된 《왕후의 발레 코믹》이다.
작곡가는 1555년에 이탈리아에서 초청된 벨지오이조이다. 그는 이 무렵에 프랑스에 귀화하여 발타자르 드 보조아이유라고 개명했었으며 그러한 그의 고안으로 무용·음악·가창·낭독 등을 하나로 조화시켜 통일된 그리스 신화의 세르세 이야기를 무용화하였는데 이는 매우 호화롭고 독창적인 것으로 근세 발레의 시조라고도 일컬어진다. 그러나 오늘날의 눈으로 보면 일종의 레뷰적인 구성인데, 무용·음악·가창이 희곡적으로 정연하게 통제되어 있다는 점에서 극적인 발레의 승리인 동시에 오페라의 기원이기도 했다. 이후 발레는 오페라와 함께 발전한다.
《왕후의 발레 코믹》은 호화로웠던 만큼 거기에 소요된 비용도 막대했다. 그런데 프랑스의 국가 재정은 16세기에 일어난 종교 전쟁으로 말미암아 궁핍해졌으므로 이제는 궁정의 오락을 위해서 거액을 쓸 수가 없는 상태였다. 그럼에도 불구하고 앙리 4세, 그 뒤의 루이 13세도 역시 발레를 애호하였다. 앙리 4세 재위 중 약 80종의 발레가 상연되었다. 대신 가면극과의 혼합으로 소규모로 상연되었으며 내용도 기발한 취향이나 우스꽝스런 것을 주체로 한 일종의 발레 마스커레이드라고 할 수 있는 성질의 것이었다. 즉 가면에 의한 발레 코믹이라 하겠다. 이처럼 압축된 형태의 발레를 앙트레의 발레라고도 한다. 루이 13세는 이러한 발레를 궁정 밖으로 발전시켜 파리 시청에서 스스로 춘 적도 있다. 루이 13세의 재상이며 대정치가로 알려진 리슐리외는 발레를 정치 목적으로 이용하여 《프랑스군 전성(全盛)의 발레》 등을 자기 저택에서 상연한 적도 있었다.

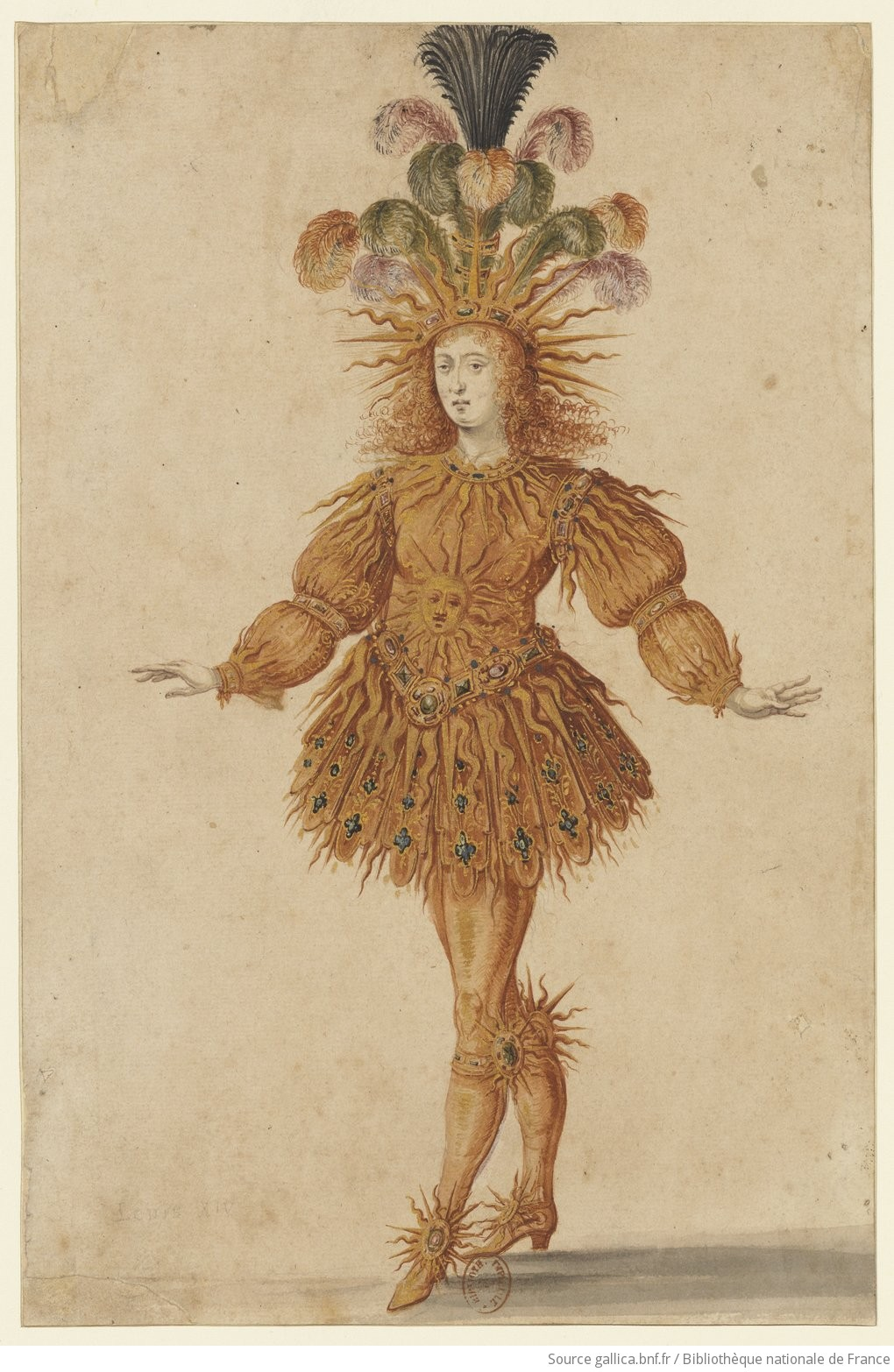
《밤의 발레》(Ballet de la nuit)를 공연하고 있는 루이 14세.

이와 같이 역대 국왕의 애호를 받은 프랑스 궁정 발레는 꾸준히 발달하여 루이 13세의 뒤를 이은 루이 14세(재위 1643-1715)의 시대에 와서 대발전을 이루었다. 루이 14세는 발레의 대가로, 유명한 무용교사인 보샹(1631-1705)에게 사사하여 20년 동안이나 매일같이 발레의 연습에 힘썼다고 한다. 그가 처음으로 출연한 것은 13살 때의 일로 《카산드라의 가면극》이라는 발레였다. 그 후 그는 1652년부터 70년까지의 18년 동안에 27편의 발레극의 직접 출연하였다. 그 중에서 가장 유명한 것은 《밤의 발레, Ballet de la Nuit》에서의 태양왕 아폴론의 역할인데, 이 발레극에 출연한 이후 루이 14세는 태양왕이라는 별명을 얻게 되었다. 그는 앞서 말한 보샹 이외의 보캉과 페쿠르 등 뛰어난 안무가, 작곡가인 륄리(1632-87)를 이탈리아로부터 초청해 몰리에르가 대본을, 브랭이 의상을, 그리고 비가라니가 무대 장치를 맡는 등 모든 재능을 기울여 발레의 향상에 노력했다.
그러나 루이 14세는 귀족들의 아마추어적인 기예로는 만족하지 않았다. 그래서 직업적인 전문 무용가의 양성에 착안, 그 교육기관으로서 1661년에 파리에 왕립무용학교를 설립했다. 이 학교는 1672년에 다시 음악을 추가하여 왕립음악무용학교가 되었으며 이것이 현재까지 이어 내려오는 국립음악무용학교가 되었다. 즉 현재도 여전히 프랑스 발레나 오페라의 전당으로 되어 있는 파리 오페라 극장의 기원이다. 그 창립은 발레가 단순히 궁정이나 귀족 사이의 위안거리가 아니라 정식으로 국가의 인정을 받아 그 보호를 받게 된 최초의 사례로서도 무용사상에 큰 의의가 있다. 교장에는 륄리가 취임했으며 전임 무용 교사로서는 보샹이 임명되었다. 륄리는 이탈리아 태생의 작곡가이며 동시에 뛰어난 바이올리니스트이자 무용가이며 안무가이기도 했다. 또한 그는 프랑스 오페라의 창시자였다. 한편 교사 보샹은 뛰어난 무용가인 동시에 탁월한 이론가로, 현재까지도 발레의 기법의 기초가 되고 있는 '다리의 다섯 가지 포지션'을 처음 만드는 공적을 세웠다.
왕립 무용학교가 설립되자 그때까지 궁정이나 귀족의 저택에서만 상류계급의 전유물로써 상연되어 왔던 발레의 양상은 마침내 변하게 되었다. 루이 14세가 학교를 설립하여 전문가를 양성하기 시작한 것은 궁정 발레의 내용을 실질적으로 높이기 위해서였다. 이 때문에 그는 앞으로는 귀족의 자제를 대신하여 전문 무용가에 의해 궁정 발레를 개최하려는 구상으로 귀족의 자제 이외에도 남녀를 불문하고 우수한 소질이 있는 자를 골라서 학교에 입학시켰다. 보샹의 탁월한 직업 훈련으로 루이 14세의 뜻한 바가 훌륭하게 결실을 맺어 이 아카데미에서 잇따라 뛰어난 전문가가 나오자 이제는 궁정 내의 행사에만 출연시키는 것이 아깝고 또한 파리 시민의 요청도 있었기에 마침내 궁정 밖의 극장으로 진출하여 대중을 위한 발레가 되었다. 발레가 일반 대중을 위해 개방된 것은 이때부터로 이와 동시에 궁정 발레의 시대는 끝났다.

### 프랑스 혁명기의 발레
프랑스 혁명기는 장 조르주 노베르 등의 뛰어난 무용가와 이론가가 배출된 시대이며, 이러한 준재들에 의해서 다시 여러 개혁을 이루어 공전의 발전을 이루었으며 프랑스 대혁명 또한 발레의 의상에 중대한 변화를 가져왔다. 발레의 의상은 궁정적인 것에서부터 더욱 자유로운 튜닉이나 가운을 본보기로 하게 되었다. 옷감의 재료를 줄이고 가볍게 했으며 그 대신에 속살이 비치는 듯한 육체의 아름다움을 보이게 되었다. 그러나 한편에서는 발레 그 자체의 발전이 한동안 답보상태에 빠졌다. 예컨대 전통적인 오페라 극장에서도 《자유에의 공헌》 등의 발레를 상연하게 되는 대신에 발레의 역으로는 종래의 왕이나 신, 영웅이나 목자들이 자취를 감추고 일반 시민이나 마을 사람들이 등장하게 되었다.

### 이탈리아파의 발레
프랑스 혁명으로 한때 발레의 발전이 답보상태에 놓여 있을 때 발레의 주도권은 다시 발상지인 이탈리아로 옮겨갔다. 그것은 살바토레 비가노와 카를로 블라시스라는 두 사람의 이론가가 이탈리아에 나타나서 노베르의 의상을 발전시키고 개화시켰기 때문이다. 비가노는 무용가인 동시에 안무가이기도 하고 또한 발레 작곡가이기도 했으며, 무언극적 연기의 명수였다. 블라시스는 무용가이며 안무가인 동시에 뛰어난 이론가로서 특히 무용의 교수법이나 연습법을 확립했다. 이들의 명성에 힙입어, 혁명으로 인한 공포 시대의 난을 피해 온 많은 프랑스의 우수한 무용가가 밀라노에 모여들어 19세기 초기에는 한때 밀라노가 발레의 중심지가 되기도 했다.

### 19세기의 발레

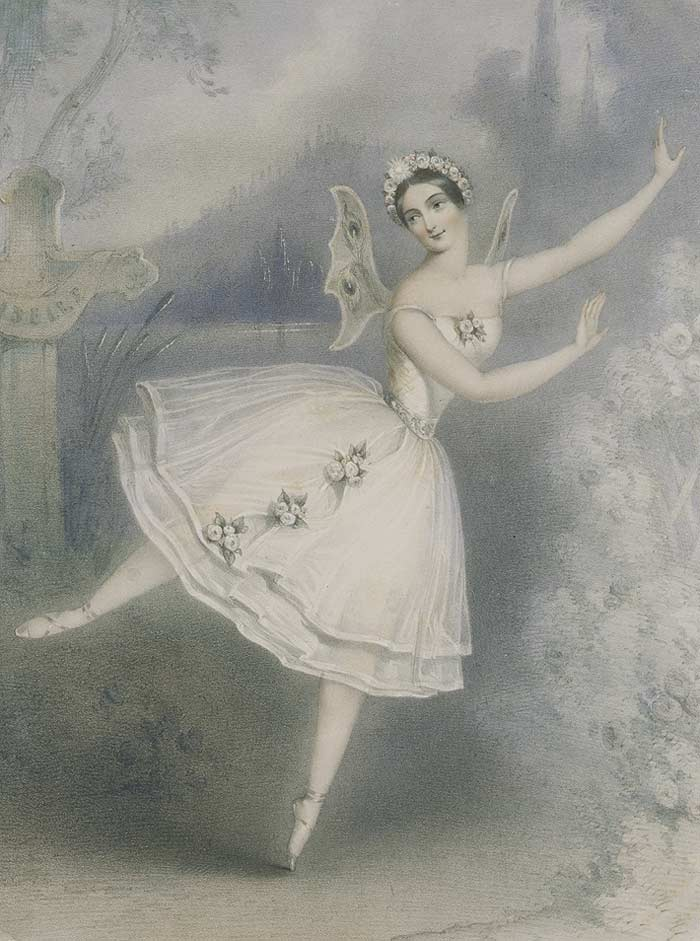
《지젤》을 공연하는 카를로타 그리지. 《지젤》은 프랑스 낭만 발레를 대표하는 작품이다.

19세기에 들어서면서 발레는 마침내 개혁의 시기를 맞았다. 19세기 전반의 문학·미술·음악 등 모든 예술분야에서의 낭만주의 운동이 활발히 일어난 시대로서, 발레 역시 그 예외일 수 없어 당연히 그 영향의 지배를 받았다. 특히 발레 예술은 그 성격상 원래 낭만주의적인 요소를 내포하고 있었기 때문에 더욱 그러했다. 이 시기의 낭만 발레는 기교와 의상면에서 많은 개혁을 했는데, 대표작으로는 《라 실피드》와 《지젤》 등이 있다.

### 발레의 쇠퇴
많은 유명인에 의해서 일세를 풍미했던 낭만 발레도 시대가 달라짐에 따라 차차 쇠퇴의 시기를 맞이하게 되었다. 그 원인으로는 오페라의 대두를 들 수 있겠으나 무엇보다도 발레 자체가 노베르의 이론과 정신을 망각하고 함부로 몽환적인 스펙터클만을 따르고 매너리즘에 사로잡혔기 때문이다. 더구나 발레리나 제1주의에 치우쳐 남성 무용수를 경시하는 경향으로 흘러 발레 전체의 효과를 망각했기 때문이다. 이리하여 프랑스의 발레는 차차 쇠퇴하기 시작했으며 겨우 오페라에서 그 명맥을 유지하기에 이르렀다. 이러한 시대에 파리의 오페라 극장에서 간신히 발레의 존재를 보여 주었던 사람은 작곡가인 아돌프 아당과 레오 들리브(1836-1891) 정도였다. 말하자면 아당의 《해적》이나 들리브의 《코펠리아》, 《실비아》  등이 오늘날까지 남은 그 당시의 대표적인 명작이다.

### 러시아로의 발레 중심지 이전

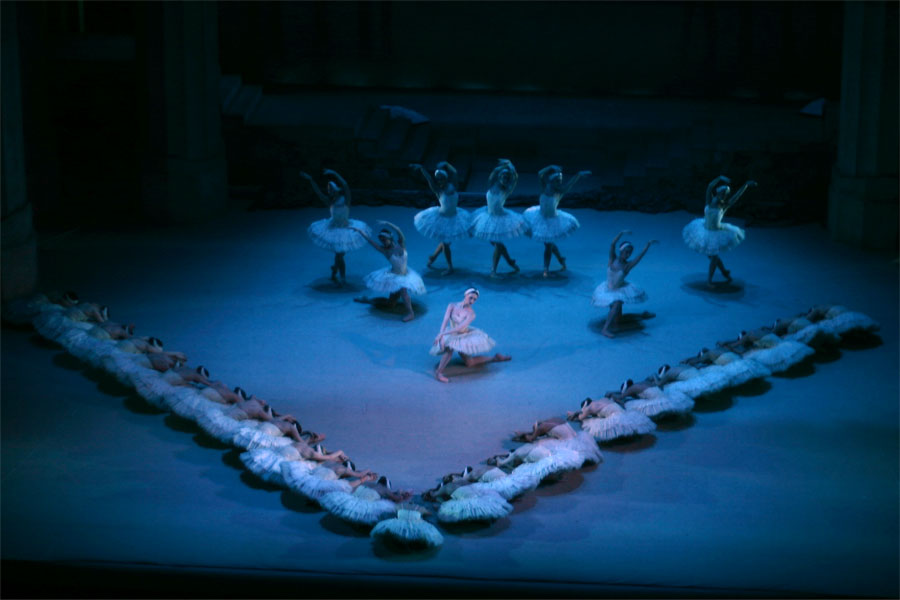
《백조의 호수》는 러시아에서 완성된 고전 발레의 대표적인 작품이다.

파리의 오페라 극장을 중심으로 화려하게 전개되었던 낭만 발레의 쇠퇴는 발레의 중심지를 러시아로 옮겨 놓았다. 러시아에서 무용이 싹트기 시작한 것은 17세기의 표트르 대제 시대라고 한다. 대제는 러시아의 서구화에 힘을 기울여 루이 14세를 본따서 무용을 장려했으며, 그것이 러시아에서의 발레 발전의 기초가 되었다. 그러한 러시아에 발레가 정식으로 이식된 것은 안나 이바노브나 여제(재위, 1730-1740) 시대부터였다. 여제는 프랑스의 왕실을 흉내내어 1735년에 프랑스로부터 발레 교사인 랑데(Jean-Baptiste Landé)를 초빙하여 수도인 상트페테르부르크에 제실무용학교를 창립했다. 이것이 러시아 아카데미로서 세계에 그 이름을 떨친 마린스키 극장이다. 그리고 또 하나, 모스크바의 볼쇼이 극장이 개장된 것은 1825년의 일이었다. 그런데 그 후 예카테리나 2세(재위 1762-1796) 시대에 발레는 국가의 한 제도가 되어 더욱 순조로운 발전을 보게 되었으며, 1801년에는 프랑스의 발레교사 샤를 디들로(1767-1837)가 취임함으로써 러시아에서는 처음으로 낭만 발레가 보급되었다. 계속해서 유명한 무희 탈리오니와 그리지가 러시아에 가서 공연했으며 안무가로서는 프랑스에서 당시 제1류의 명성을 떨친 루이 뒤포르나 생 레옹 등이 잇따라 러시아로 초빙되어 그 발전에 더욱 크게 공헌했다. 역대 황실의 열렬한 보호와 장려 때문에 상트페테르부르크와 모스크바는 이 나라 발레의 2대 중심지가 되었으며, 거액을 아끼지 않고 프랑스로부터 교사나 안무가를, 이탈리아로부터는 무희를 각기 제1류만을 초빙하여 발레의 식민지로서 번영을 누렸으며, 마침내는 세계에서 으뜸가는 고도의 고전 발레를 개화시키고 완성시켰다. 그러한 가운데에서 가장 큰 공로자로는 고전 발레를 완성한 마리우스 프티파와 발레 기법을 완성한 엔리코 체케티를 들 수 있다.

## 기법
발레 기법의 기초가 되는 것은 다리나 그 밖의 인체의 포지션(位置)이며, 운동으로서는 파(움직임)와 포즈(靜止의 狀態)로 분류할 수 있다.

## 발레 무용수의 계급과 종류

### 계급
고전 발레단에서 무용수의 가장 높은 계급에 속하는 것은 제1무용수이다. 그리고 제1무용수에게는 각각 남녀 한쌍이 있다. 제1무용수는 코르 드 발레에 둘러싸여 무대의 중앙에서 화려하게 솔로(파 드 되)를 추는 발레단의 스타이다. 그 주역들은 말할 나위도 없이 완벽한 기법을 습득하고 최대의 효과를 노리며 화려하게 출 자격이 부여되고 있다. 그 남녀의 제1무용수 가운데에서도 특히 기술이 뛰어나 소속하는 발레단에서도 최고의 스타라는 영예를 누리는 자에게는 다시 '에트왈'이라는 명칭이 부여된다. 이것은 파리 오페라 극장에서 사용된 것이 그 기원이 된다. 이 제1무용수 아래 '쉬제'라는 계급이 있다. 그런데 이 '쉬제'까지 대소의 두 계급으로 나눈 발레단도 있다. '대(大)쉬제'는 대개의 경우 3명이나 혹은 4명, 6명으로 그룹을 이루어 춤추고 '소(小)쉬제'는 그보다 더 많아 8명 또는 12명 가량의 그룹으로 추는 일이 많다. 말하자면 제1무용수가 되기 직전이라고 하겠다. '쉬제'란 계급은 파리 오페라 극장에서 사용했으나 러시아에는 없었다. 그 대신 '제1무용수'와 이 '쉬제' 사이에 솔리스트라는 계급을 두는 발레단도 있다. '솔리스트'는 주역이 주어지지 않으나 파 스르(獨舞:솔로)를 추는 경우가 있다. 예컨대 <백조의 호수>에서의 파 드 트르와나 두 마리의 백조 등이 바로 그것이다. 이 '쉬제', 또는 '솔리스트'의 아래가 '코리페'이다. 러시아에서는 '쉬제' 대신 '코리페'라고 부른다. '코리페'는 군무(郡舞), 즉 코르 드 발레를 추는 계급이며, 같은 코르 드 발레라 해도 그 아래 계급인 '카드뤼'와는 달라 그 리더로서 추게 된다. '카드뤼'도 두 계급으로 나누는 곳이 있으며 위의 클래스를 '제1카드뤼', 아래 클래스를 '제2카드뤼'라고 부른다.
그 밖에 많은 인원으로 추는 무용수로 그 위의 '코리페'와 이 '카드뤼'를 총칭하여 코르 드 발레라고도 한다. 아무튼 혼자 추는 일은 절대로 없으며 반드시 그룹이나 군무에 등장하도록 되어 있다. 이상이 고전을 주체로 하는 발레단의 무용수 구성이며, 그 계급이나 이 가운데에서 '쉬제' 이상을 총칭하여 '솔리스트'라고도 부른다.
또한 여성 제1무용수를 발레리나라고 부르기도 한다. '발레리나'란 원래 이탈리아어로 역시 여성무용수의 계급명이다. 결코 일반적인 용어가 아니라 정식으로는 '프리마 발레리나'라고 불러야 한다. 말하자면 오페라의 프리마 돈나에 해당한다.
이러한 무용수의 '계급'은 엄연히 지켜져 있어서 그 질서가 문란해지는 일은 없다. 따라서 계급은 차례를 따라 올라가는 것이 원칙이다. 예컨대 '코리페'가 일약 '제1무용수'로 승진하는 일은 없다. 또한 발레단에 따라서는 아직 수업 중인 연구생이나 생도를 '코르 드 발레'의 단역으로 쓰는 경우가 있다. 이 연구생을 '엘레브'라고 부른다.

### 종류
발레 무용수는 계급 외에 제각기 맡은 역에 따라 타입이 다르다. 즉 그 사람의 기능이라든가 연기범위에 따라 각자의 적역(適役)이 정해진다. 거기에 그 무용수의 육체조건이나 개성에 따라 타입이 결정된다.
우선 여성 무용수에는 ①발레리나②더미카락테르 ③카락테르의 세 가지가 있다.
이 경우 발레리나는 앞서 말한 계급상의 발레리나라는 지위가 아니라 그 타입에 주어지는 명칭이며, 우선 발레리나는 순수하게 고전적이며 뛰어난 무용수여야 한다는 것이 첫 번째 요구조건이다. 발레리나가 춤출 때의 역할은 대체로 공주로서, 공주를 추기에 적합한 육체조건과 기품 및 우아함을 갖추어야만 한다. 더구나 엄숙한 비극성과 품격이 필요하며 무대에 오르는 것만으로도 저절로 풍기는 품위가 요구된다. 즉 명인다운 기예를 갖춰야만 한다. 이처럼 발레리나의 조건을 열거해 보면 그러한 자격을 갖춘 무용수란 좀처럼 드물며, 그래서 발레리나란 참으로 얻기 어려운 명수라고 하겠다.
다음, 더미 카락테르란 댄스즈 드 더미 카락테르의 약어이다. '카락테르'는 영어에서는 캐릭터(character, 성격)이다. 그처럼 이 타입에는 발레리나가 공주역과 같이 일반적으로 고귀한 여성의 역할을 맡는 데 반해 보다 폭이 넓고 역할의 성격이 뚜렷한 것을 맡아 추기에 적격인 무용수를 일컫는다. 그런 만큼 춤 자체의 표현에도 다양성이 요구된다. 즉 성격배우와 같은 역할을 소화시킬 수 있어야 한다. 따라서 발레리나보다 한층 더 개성이 요구된다. 다만 카락테르에 더미가 붙어 있으므로 반성격무용수(半性格舞踊手) 또는 부성격무용수(副性格舞踊手) 같은 것으로서 경우에 따라서는 발레리나의 역할도 소화할 수 있는 무용수를 말한다.
마지막의 카락테르란 완전한 성격 무용수를 말한다. '당쇠즈 드 카락테르'의 약어로 이 타입의 여성 무용수는 발레 가운데의 민족무용이라든가 특정지어진 연기(演技)가 많은 역할, 또는 희극적인 역할을 춘다. 조연(助演)이기도 하나 그 춤으로 주역을 돋보이게 하는 역할을 해야 한다. 따라서 더욱 강렬한 개성이 필요해진다. 참고로 말하자면 발레에서는 민족 무용을 두고 당쇠즈 드 카락테르라고까지 말하고 있다. 코르 드 발레 이상의 여성 무용수는 모두 그 어느 타입에 속하여, 자신에게 적역인 역할을 추게 되나, 그 가운데에는 어떠한 타입도 충분히 소화하는 만능 무용수도 있다.
또한 남성 무용수에게도 이 세 가지 타입은 있다. 여성의 발레리나에 해당하는 남성무용수를 당쇠르노블이라고 한다. 모든 조건은 발레리나와 마찬가지이다. 다만 남성과 여성이라는 차이가 있을 뿐이다. 카락테르와 더미 카락테르 역시 같다. 모두가 남성 무용수인 경우는 당쇠르 드 카락테르, 당쇠르 드 더미 카락테르의 약어이다.

## 발레단의 경영
발레단의 구성은 복잡하다. 발레단에는 우선 통솔자가 필요하다. 그 통솔자가 경영을 겸하는 경우도 있고 통솔자 이외에 경영자가 있는 경우도 있다. 20세기를 맞기까지는 그 경영자는 모두 국가나 혹은 왕실이었다. 예컨대 파리의 오페라 극장이나 오페라 코믹 발레단, 러시아의 마린스키 극장이나 볼쇼이 극장 등이 그러했다. 그런데 20세기에 들어와 러시아에 디아길레프라는 발레의 보호자가 나타나, 그가 발레 뤼스(러시아 발레단)를 조직하여 경영자와 프로듀서를 겸함으로써 사태는 일변했다. 이후 국가나 왕실이 경영하는 발레단 이외에 민간의 발레단이 속출하기에 이르렀다. 발레단은 이 경영자나 또는 통솔자 아래 다수의 무용수를 거느린다. 그리고 그 무용수에게는 제각기 엄중한 계급이 있다.

## 주요 작품
- 백조의 호수
- 잠자는 숲속의 미녀
- 호두까기 인형
- 돈 키호테 (발레)
- 지젤
- 라 실피드
- 코펠리아
- 로미오와 줄리엣

## 같이 보기
- 발레의 무대미술
- 발레 음악